# John Pratt (arquidiácono)
John Pratt foi um sacerdote anglicano galês na segunda metade do século XVI.
Pratt foi educado no Brasenose College, Oxford. Ele foi o arquidiácono de St David de 1557 a 1581.